# جومرد موسى

جومرد موسى لاعب كرة قدم سوري. جومرد من مواليد مدينة القامشلي عام (1979)م وينتمي إلى القومية الكردية
```
تدرج في الفئات العمرية 
لنادي الجهاد
```

لعب في السابعة من عمره مع فرق المدارس وفريق أمل (الجهاد) ثم مع أشبال النادي ومنها برز نجمه المحلي ليرفع إلى شباب نادي الجهاد الرياضي لعب موسمين احرز معهم لقب الدوري السوري للشباب مرة ووصيف البطل مرة 
وتوج معهم هدافاً لناديه برصيد 17 عشر هدفاً
ليرفع إلى الفريق الأول مع نخبة جهادية رائعة آنذاك (هيثم كجو وقذافي عصمت وسامر سعيد وحسن جاجان) لينتقل بعدها إلى نادي الجيش السوري العريق واثبت جدارته وعلو كعبه بين كوكبة من ألمع نجوم سوريا. التحق بعدها بالمنتخب السوري حيث النجومية والشهرة ثم تعرض لإصابة بالغة أبعدته عن المنتخب الوطني، 
بعد 8 أعوام مع الجيش وتحقيقه للعديد من الالقاب الجماعية وتتوجيه بلقب أفضل لاعب في سوريا مرتين بدأ بالانتقال بين الاندية السورية ولعب لكل من (جبلة والطليعة والبادية الأردني والشرطة والجزيرة والوثبة) ليحط المطاف في فريقه الأم الجهاد بعد رحلة احترافية محلية دامت 12 سنة ويقودهم لاعباً ومدرباً..
أهم إنجازاته الفردية هي فوزه بجائزة أفضل لاعب في سوريا مرتين متتاليتين 2002_2003 سجل أهداف كثيرة مع الاندية التي لعب لها
اجملها في مرمى الفيصلي الأردني في مباراة نصف نهائي بطولة الاندية العربية في الكويت عام 1999 
إنجازاته الجماعية مع نادي الجهاد 
بطولة أشبال سوريا (1994) الشباب (1998). مع نادي الجيش السوري بطولة الدوري 4 مرات
كأس سوريا 3 مرات 
وصيف كأس الأندية العربية
بطل كأس الاتحاد الآسيوي بنسختها الأولى 2004
وصيف بطولة العالم العسكرية في مصر
```
لعب مع منتخب سوريا تصفيات 
كأس العالم
 وتصفيات 
كأس آسيا
.
[
1
]
```